# Física teórica

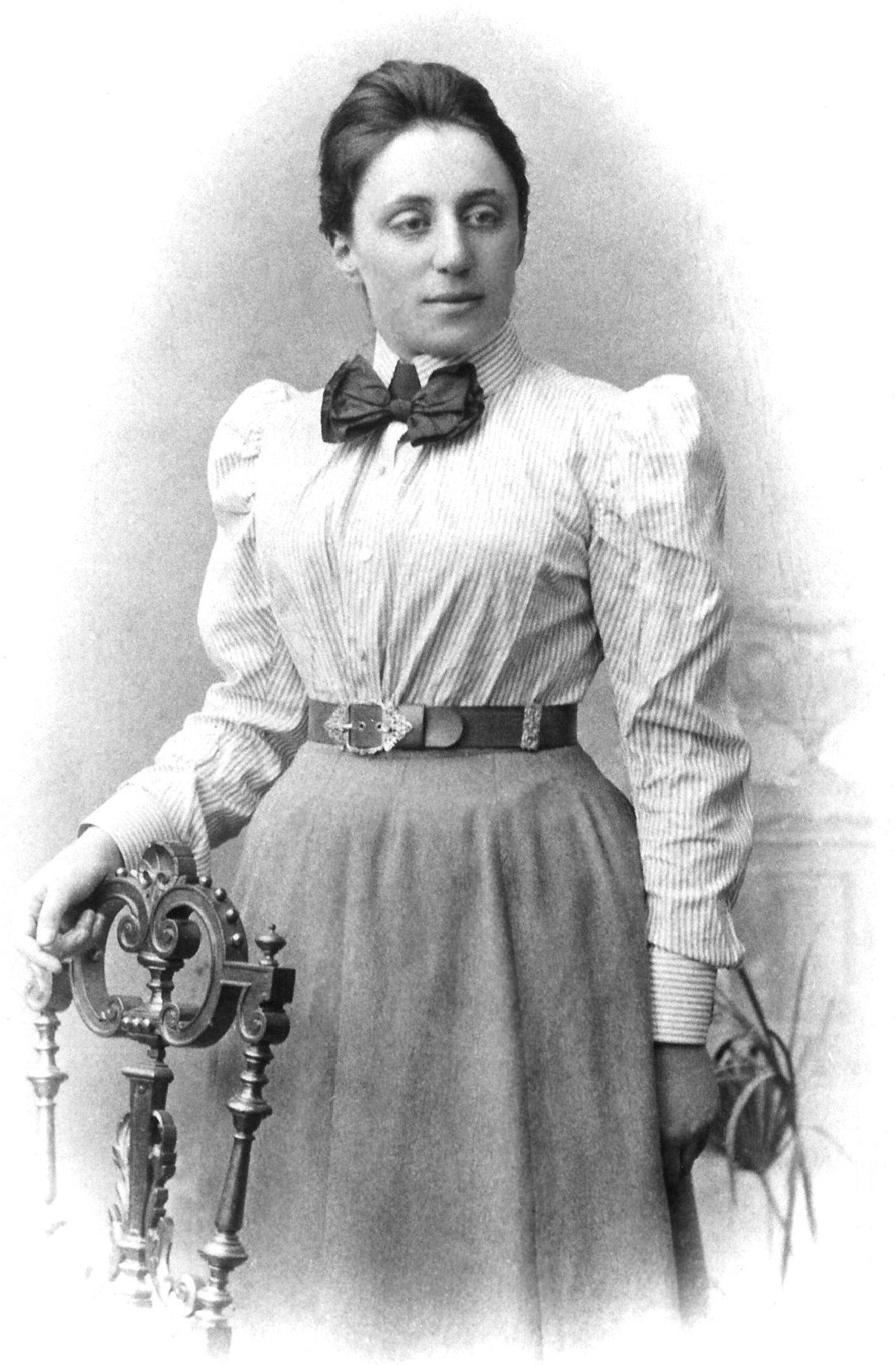
Emmy Noether, eminente física teórica. Revolucionó las teorías de anillos, cuerpos y álgebras. El teorema que lleva su nombre, teorema de Noether, formulado por ella misma, explica la conexión fundamental entre la simetría en física y las leyes de conservación.

La física teórica es la rama de la física que elabora teorías y modelos usando el lenguaje matemático con el fin de explicar y comprender fenómenos físicos, aportando las herramientas necesarias no solo para el análisis sino para la predicción del comportamiento de los sistemas físicos. El objetivo de la física teórica es comprender el universo elaborando modelos matemáticos y conceptuales de la realidad que se utilizan para racionalizar, explicar y predecir los fenómenos de la naturaleza, planteando una teoría física de la realidad. 
Aunque trabajos anteriores se pueden considerar parte de esta disciplina, la física teórica cobra especial fuerza desde la formulación de la mecánica analítica (Joseph-Louis de Lagrange, William Rowan Hamilton) y adquiere una relevancia de primera línea a partir de las revoluciones cuántica y relativista de principios del siglo XX (por ejemplo la bomba atómica fue una predicción de la física teórica).
La cultura de la investigación en física en los últimos tiempos se ha especializado tanto que ha dado lugar a una separación de los físicos que se dedican a la teoría y otros que se dedican a los experimentos. Los teóricos trabajan en la búsqueda de modelos matemáticos que expliquen los resultados experimentales y que ayuden a predecir resultados futuros. Así pues, teoría y experimentos están relacionados íntimamente. El progreso en física a menudo ocurre cuando un experimento encuentra un resultado que no se puede explicar con las teorías actuales, por lo que hay que buscar un nuevo enfoque conceptual para resolver el problema.
La física teórica tiene una importante relación con la física matemática, en esta última se pone énfasis en analizar las propiedades de las estructuras matemáticas empleadas en la física teórica, y en teorizar posibles generalizaciones que puedan servir como descripciones matemáticas más complejas y generales de los sistemas estudiados en la física teórica. La física teórica está muy relacionada con las matemáticas ya que estas suministran el lenguaje usado en el desarrollo de las teorías físicas. Los teóricos confían en el cálculo diferencial e integral, el análisis numérico y en simulaciones por ordenador para validar y probar sus modelos físicos. Los campos de física computacional y matemáticas son áreas de investigación activas.
Los teóricos pueden concebir conceptos tales como universos paralelos, espacios multidimensionales, minúsculas cuerdas que vibran o la teoría del todo y a partir de ahí, realizar hipótesis físicas.

## Método de la física
Todas las ciencias de la naturaleza poseen una característica común: son ciencias experimentales, es decir, los conocimientos acumulados han sido obtenidos mediante la experimentación sistemática. Este procedimiento se denomina método científico experimental o también método empírico-descriptivo. 
No obstante, la física teórica crea y usa la matemática adecuada para predecir fenómenos que aún no han sido observados experimentalmente así como otros que nos permiten conocer el universo en formas no accesibles experimentalmente, sobre la base de principios bien demostrados experimentalmente. Pero la demostración final de todo conocimiento en física es experimental y hasta que no se demuestra de esta forma las predicciones de la teoría no se puede estar seguro de la validez de una teoría o modelo. Un ejemplo está en los aceleradores de partículas en los que se busca en muchas ocasiones partículas previstas por el modelo de la física de partículas y frecuentemente se encuentran otras no previstas inicialmente y que hacen cambiar el modelo. Asimismo, las predicciones de la física teórica han indicado a menudo la existencia de partículas no descubiertas y han proporcionado las técnicas adecuadas para su búsqueda experimental, siendo encontradas de forma posterior a su predicción teórica.

## Teorías centrales
Las teorías dominantes (a veces conocidas como teorías centrales) son el cuerpo de conocimiento de ambos puntos de vista fáctico y científico, y que poseen una calidad científica habitual de pruebas de repetibilidad, y coherencia con los parámetros bien establecidos de la ciencia y la experimentación. No existen teorías dominantes que son generalmente aceptadas, sino teorías que se basan únicamente en sus efectos que explican una amplia variedad de datos, aunque la detección, la explicación, y posible composición son aún temas de debate.
| - Campo (física) - Computación cuántica - Conservación de la energía - Cosmología física - Cromodinámica cuántica - Dinámica - Electrodinámica cuántica - Electroquímica cuántica - Energía oscura - Física de la materia condensada - Física del estado sólido o Física de la materia condensada y la estructura electrónica de los materiales - Física de partículas - Fluidodinámica - Materia oscura | - Mecánica clásica - Mecánica cuántica - Mecánica de sólidos deformables - Mecánica estadística - Modelo estándar de física de partículas - Modelado molecular - Modelo electrodébil - Relatividad general - Relatividad especial - Teoría cuántica de campos - Teoría de campo de gauge - Teoría de la relatividad especial - Termodinámica - Termodinámica de los agujeros negros - Óptica cuántica |

## Teorías propuestas
Las teorías propuestas de la física son relativamente nuevas teorías que se ocupan del estudio de la física, que incluyen los enfoques científicos, medios para determinar la validez de los modelos y los nuevos tipos de razonamiento utilizados para llegar a la teoría. Sin embargo, algunas teorías propuestas son las teorías que han existido durante décadas y han eludido a los métodos de descubrimiento y de la prueba. Teorías propuestas pueden incluir las teorías marginales en el proceso de establecerse (y, a veces, ganando una mayor aceptación). Las teorías propuestas por lo general no han sido probadas.
- Conjuntos causales
- Energía oscura o Constante cosmológica
- Agujero de gusano
- Teoría de la gran unificación
- Gravedad cuántica de bucles
- Teoría M
- Teoría de cuerdas
- Supersimetría
- Teoría del todo
- Teoría de supercuerdas

## Historia
La física teórica comenzó hace al menos 2300 años, bajo la filosofía presocrática, y continuó con Platón y Aristóteles, cuyas opiniones dominaron durante un milenio. Durante el surgimiento de las universidades medievales, las únicas disciplinas intelectuales reconocidas eran las siete artes liberales del Trivium como gramática, lógica y retórica y del Quadrivium como aritmética, geometría, música y astronomía. Durante la Edad Media y el Renacimiento, el concepto de ciencia experimental, el contrapunto a la teoría, comenzó con eruditos como Ibn al-Haytham y Francis Bacon. A medida que la revolución científica se aceleraba, los conceptos de materia, energía, espacio, tiempo y causalidad lentamente comenzaron a adquirir la forma que conocemos hoy, y otras ciencias surgieron de la rúbrica de filosofía natural. Así comenzó la era moderna de la teoría con el cambio de paradigma en la astronomía copernicana, seguido pronto por las expresiones de Johannes Kepler para las órbitas planetarias, que resumieron las meticulosas observaciones de Tycho Brahe; las obras de estos hombres (junto con las de Galileo) quizás puedan considerarse como constituyentes de la Revolución Científica.
El gran impulso hacia el concepto moderno de explicación comenzó con Galileo, uno de los pocos físicos que era tanto un teórico consumado como un gran experimentalista. La geometría analítica y la mecánica de Descartes se incorporaron al cálculo y la mecánica de Isaac Newton, otro teórico/experimentalista del más alto orden, escribiendo Principia Mathematica. En él contenía una gran síntesis de la obra de Copérnico, Galileo y Kepler; así como las teorías de la mecánica y la gravitación de Newton, que dominaron como visiones del mundo hasta principios del siglo XX. Simultáneamente, también se avanzó en óptica (en particular, la teoría del color y la antigua ciencia de la óptica geométrica), cortesía de Newton, Descartes y los holandeses Snell y Huygens. En los siglos XVIII y XIX Joseph-Louis Lagrange, Leonhard Euler y William Rowan Hamilton extenderían considerablemente la teoría de la mecánica clásica. Recogieron el entrelazamiento interactivo de matemáticas y física iniciado dos milenios antes por Pitágoras.
Entre los grandes logros conceptuales de los siglos XIX y XX estuvo la consolidación de la idea de energía (así como su conservación global) mediante la inclusión de calor, electricidad y magnetismo, y luego luz. Las leyes de la termodinámica, y lo que es más importante, la introducción del concepto singular de entropía comenzaron a proporcionar una explicación macroscópica de las propiedades de la materia. La mecánica estadística (seguida de la física estadística y la mecánica estadística cuántica) surgió como una rama de la termodinámica a finales del siglo XIX. Otro evento importante en el siglo XIX fue el descubrimiento de la teoría electromagnética, unificando los fenómenos previamente separados de la electricidad, el magnetismo y la luz.
Los pilares de la física moderna, y quizás las teorías más revolucionarias en la historia de la física, han sido la teoría de la relatividad y la mecánica cuántica. La mecánica newtoniana se incluyó en la relatividad especial y la gravedad de Newton recibió una explicación cinemática mediante la relatividad general. La mecánica cuántica condujo a una comprensión de radiación de cuerpo negro (que de hecho, fue una motivación original para la teoría) y de anomalías en los calores específicos de sólidos — y finalmente a una comprensión de las estructuras internas de átomos y moléculas. La mecánica cuántica pronto dio paso a la formulación de la teoría cuántica de campos (QFT), iniciada a finales de la década de 1920. Después de la Segunda Guerra Mundial, un mayor progreso generó un interés renovado en QFT, que se había estancado desde los primeros esfuerzos. El mismo período también vio nuevos ataques a los problemas de la superconductividad y las transiciones de fase, así como las primeras aplicaciones de QFT en el área de la materia condensada teórica. Las décadas de 1960 y 1970 vieron la formulación del modelo estándar de física de partículas utilizando QFT y el progreso en la física de la materia condensada (fundamentos de la superconductividad y fenómenos críticos, entre otros), en paralelo a las aplicaciones de la relatividad a los problemas en astronomía y cosmología respectivamente.
Todos estos logros dependieron de la física teórica como fuerza impulsora tanto para sugerir experimentos como para consolidar resultados, a menudo mediante la aplicación ingeniosa de las matemáticas existentes o, como en el caso de Descartes y Newton (con Leibniz), inventando nuevas matemáticas. Los estudios de Fourier sobre la conducción del calor condujeron a una nueva rama de las matemáticas: serie infinita, ortogonal.
La física teórica moderna intenta unificar teorías y explicar fenómenos en nuevos intentos de comprender el Universo, desde la cosmológica hasta la partícula elemental. Donde no se puede hacer experimentación, la física teórica aún intenta avanzar mediante el uso de modelos matemáticos.

## Experimentos mentales frente a experimentos reales
Los experimentos "mentales" son situaciones imaginarias, que plantean un interrogante del tipo "Supongamos que estás en esta situación, asumiendo que esto es cierto, ¿qué cabría esperar a continuación?".
Los experimentos mentales han sido una herramienta usada para investigar cuestiones que no era posible someter a experimento real inmediatamente. Algunos ejemplos famosos de experimentos mentales notables de la física han sido el gato de Schrödinger, la paradoja EPR, la paradoja de los gemelos, etc. Muchos de estos experimentos mentales han llevado a experimentos físicos de verificación reales que han permitido examinar ciertas asunciones teóricas. La paradoja EPR por ejemplo condujo a las desigualdades de Bell, que a su vez fueron comprobadas con diferentes grados de rigor, lo cual a su vez condujo a la aceptación de ciertos principios de la mecánica cuántica, previamente muy debatidos, así como a la aceptación general del indeterminismo cuántico como hipótesis de trabajo principal.

## Físicos teóricos eminentes
Entre otros muchos los siguientes son algunos de los físicos teóricos más célebres y relevantes:
| - Christian Huygens (1629-1695) - Isaac Newton (1643-1727) - Leonhard Euler (1707-1783) - Joseph Louis Lagrange (1736-1813) - Pierre-Simon Laplace (1749-1827) - Joseph Fourier (1768-1830) - Carl Friedrich Gauss (1777-1855) - Michael Faraday (1791-1867) - Nicolas Léonard Sadi Carnot (1796-1842) - William Rowan Hamilton (1805-1865) - Rudolf Clausius (1822-1888) - James Clerk Maxwell (1831-1879) - J. Willard Gibbs (1839-1903) - Hendrik A. Lorentz (1853-1928) - Nikola Tesla (1856-1943) - Max Planck (1858-1947) - Albert Einstein (1879-1955) | - Emmy Noether (1882-1935) - Max Born (1882-1970) - Niels Bohr (1885-1962) - Erwin Schrödinger (1887-1961) - Santiago Antúnez de Mayolo (1887-1967) - Louis de Broglie (1892-1987) - Satyendra Nath Bose (1894-1974) - Wolfgang Pauli (1900-1958) - Enrico Fermi (1901-1954) - Werner Heisenberg (1901-1976) - Paul Dirac (1902-1984) - Eugene Wigner (1902-1995) - Robert Oppenheimer (1904-1967) - Sin-Itiro Tomonaga (1906-1979) - Hideki Yukawa (1907-1981) - Lev Landáu (1908-1967) - Richard Feynman (1918-1988) | - Julian Schwinger (1918-1994) - Chen Ning Yang (1922- ) - Freeman Dyson (1923-2020) - Philip Warren Anderson (1923-2020) - Abdus Salam (1926-1996) - Peter Higgs (1929-2024) - Murray Gell-Mann (1929-2019) - George Sudarshan (1931-2018) - Sheldon Glashow (1932- ) - Steven Weinberg (1933-2021) - Leonard Susskind (1940- ) - Stephen Hawking (1942-2018) - Jacob Bekenstein (1947-2015) - Edward Witten (1951- ) - Juan Martín Maldacena (1968- ) |

## Centros de Investigación en Física Teórica destacados
La física teórica ha producido algunos de los descubrimientos más profundos sobre la naturaleza del universo. A lo largo de los años, varios centros de investigación alrededor del mundo han jugado roles cruciales en el avance de nuestra comprensión de la física fundamental. Estos centros son conocidos por su investigación de vanguardia y han atraído algunas de las mentes más brillantes de la ciencia.

### CERN (Organización Europea para la Investigación Nuclear)
Ubicado en Ginebra, Suiza, el CERN es uno de los centros de investigación más conocidos del mundo, centrado principalmente en la física de partículas. Es famoso por albergar el Gran Colisionador de Hadrones (LHC), el acelerador de partículas más grande y potente del mundo. Las áreas de investigación del CERN incluyen el Modelo Estándar de la física de partículas, la teoría cuántica de campos y la búsqueda de nuevas partículas y fuerzas, como el bosón de Higgs. El CERN acaparó titulares globales en 2012 con el descubrimiento del bosón de Higgs, una partícula fundamental predicha por el Modelo Estándar. Científicos destacados como Peter Higgs, quien teorizó el mecanismo de Higgs, y Fabiola Gianotti, la actual directora general, han hecho contribuciones significativas al trabajo del centro.

### Institute for Advanced Study (IAS), Princeton
El Institute for Advanced Study, ubicado en Princeton, Nueva Jersey, Estados Unidos, es reconocido como uno de los principales centros para la investigación en física teórica. Su facultad e investigadores han trabajado en temas innovadores como la mecánica cuántica, la relatividad general y la teoría de cuerdas. Algunos de los físicos más famosos del siglo XX, incluidos Albert Einstein, Niels Bohr y John von Neumann, estuvieron asociados con el IAS. El instituto sigue siendo un centro de referencia para estudios sobre teorías unificadas de la física y cosmología, incluidos la teoría de cuerdas y el estudio de los agujeros negros.

### Perimeter Institute for Theoretical Physics, Canadá
Fundado en 1999, el Perimeter Institute en Waterloo, Ontario, Canadá, está dedicado a la investigación en física teórica. Sus áreas de enfoque incluyen la gravedad cuántica, la información cuántica, la cosmología y los fundamentos de la mecánica cuántica. El instituto ha ganado prominencia por fomentar un ambiente interdisciplinario y promover colaboraciones entre diferentes campos. Físicos notables como Stephen Hawking, Sir Michael Atiyah y Lee Smolin han estado vinculados al instituto. El trabajo de Perimeter continúa empujando los límites del conocimiento en áreas como la computación cuántica y la naturaleza del espacio-tiempo.

### Max Planck Institute for Gravitational Physics, Alemania
Ubicado en Potsdam, Alemania, el Instituto Max Planck de Física Gravitacional, también conocido como el Albert Einstein Institute (AEI), es una institución líder en el estudio de la física gravitacional y la cosmología. El instituto realiza investigaciones en relatividad general, gravedad cuántica y ondas gravitacionales. La detección de ondas gravitacionales por el experimento LIGO en 2015, en la que varios científicos del AEI participaron, fue un logro fundamental en la física. Científicos destacados como Thibault Damour y Abhay Mehta han realizado contribuciones significativas en este campo.

### Raman Research Institute, India
Fundado por el laureado con el Premio Nobel Chandrasekhara Raman en 1948, el Raman Research Institute en Bangalore, India, es conocido por su trabajo en física teórica y experimental. Las áreas de enfoque del instituto incluyen astrofísica, mecánica cuántica y física de la materia condensada. Algunos de los físicos notables que han trabajado en el instituto incluyen a Vikram Sarabhai y Jayant Narlikar, quienes realizaron contribuciones significativas a la cosmología y a la comprensión de la estructura del universo.